# Bispyribac-Natrium
Bispyribac-Natrium ist eine chemische Verbindung aus der Gruppe der Pyrimidine und Benzoesäureester sowie ein von Kumiai und Ihara Chemical Industries gemeinsam entwickeltes und 1997 eingeführtes Herbizid.

## Gewinnung und Darstellung
Bispyribac-Natrium kann durch Reaktion von Benzyl-2,6-dihydroxybenzoat mit 2-Methylsulfonyl-4,6-dimethoxypyrimidin (DMSP) und anschließender Hydrierung gewonnen werden.:126
Ein alternatives Verfahren geht von 2-Chlor-4,6-dimethoxypyrimidin aus.

## Verwendung
Bispyribac-Natrium ist ein systemisches Nachauflauf-Herbizid mit hoher Selektivität für direkt gesäten Reis. Es wirkt durch Hemmung der Acetolactat-Synthase.

## Zulassung
Das Pflanzenschutzmittel mit diesem Wirkstoff Bispyribac war ursprünglich bis zum 31. August 2023 zugelassen. Mit der Verordnung (EU) 2022/808 der EU-Kommission, die am 13. Juni 2022 in Kraft trat, darf das Herbizid ab dem 1. August 2022 nicht mehr angewendet werden. In der EU war der Wirkstoff nur in Belgien, Griechenland, Spanien, Portugal und Rumänien zugelassen. Die aktuellen Rückstandshöchstmengen (Stand April 2024) liegen für frisches Obst und Gemüse bei 0,01 mg/kg, für frische Kräuter und essbare Blüten bei 0,02 mg/kg. In der Schweiz ist der Wirkstoff nicht für Pflanzenschutzmittel zugelassen.